# 604
El 604 (DCIV) fou un any de traspàs començat en dimecres del calendari julià.

## Esdeveniments
- Es reformulen les lleis sobre la jerarquia social al Japó.

## Necrològiques
- Gregori I, papa i sant[1]
- Emperador Wen de Sui[2]
- Agustí de Canterbury[3]
- Sledda, rei d'Essex[4]